# Enrique Grau
Pour les articles homonymes, voir Grau (homonymie).
Cet article possède un paronyme, voir Henry Graux.
Enrique Grau, né le 18 décembre 1920 à Panama et mort le 1er avril 2004 à Bogota, est un artiste colombien, renommé pour ses portraits d'Amérindiens et d'Afro-colombiens. Grau est l'un des artistes colombiens les plus renommés du XXe siècle, avec Fernando Botero et Alejandro Obregón.